# レオ・ブローウェル
レオ・ブローウェル（Leo Brouwer、1939年3月1日 - ）は、キューバの作曲家、ギタリストで指揮者。本名はフアン・レオビヒルド・ブローウェル・メスキーダ（Juan Leovigildo Brouwer Mezquida）。

## 経歴
ハバナ出身。彼の祖母は作曲家のエルネスティーナ・レクオーナ・イ・カサド。アメリカ合衆国に留学し、ハートフォード大学、さらにジュリアード音楽学校で学ぶ。ジュリアード音楽学校ではステファン・ウォルペに師事。初期の作品はキューバの民俗音楽の影響を示している。しかし1960年代から1970年代にかけてルイージ・ノーノやヤニス・クセナキスのような現代音楽の作曲家に興味を持ち、「ソノグラマ1」のような作品では不確定要素を取り入れている。この時期の他の作品には「雅歌」（1968年）、「永遠の螺旋」（1971年）、「パラボラ」（1973年）、「狂おしい思い」（1974年）などがある。近年では調性と形式美に傾き、ギター独奏曲の「黒いデカメロン」（1981年）、「鐘のなるキューバの風景」（1987年）、「ソナタ」（1990年、ジュリアン・ブリームに献呈）などでその傾向を示している。
ギタリストとしては1980年代まで活動していたが、右手中指の腱を痛めたのがもとで以降は指揮活動を中心に活動している。
ブローウェルはキューバで映画音楽協会の理事など多くの公職についている。彼の作品の大部分はギター独奏曲であるが、ギター協奏曲や40本以上の映画音楽も手がけている。ハバナ国際ギターコンクールにも関わっている。

## 作品

### ギター協奏曲
- ギター協奏曲第1番
- ギター協奏曲第2番「リエージェ協奏曲」
- ギター協奏曲第3番「悲しみの協奏曲」
- ギター協奏曲第4番「トロント協奏曲」
- ギター協奏曲第5番「ヘルシンキ協奏曲」
- ギター協奏曲第6番「ヴォロス協奏曲」
- ギター協奏曲第7番「ハバナ」
- ギター協奏曲第8番「ペルージャ・カンタータ」
- ギター協奏曲第9番「ベニカシム協奏曲」
- ギター協奏曲第10番「徴の書」（2台のギターのための）
- ギター協奏曲第11番「レクイエム―武満徹の思い出に｣

### ギター独奏曲
- 11月のある日
- 組曲第2番
- 特徴的舞曲
- 舞踏礼賛
- 永劫の螺旋
- 黒いデカメロン
- シンプル・エチュード（単純な練習曲、シンプルな練習曲）
- 新シンプル・エチュード（新・単純な練習曲、新・シンプルな練習曲）
- 鐘の鳴るキューバの風景
- ソナタ - ジュリアン・ブリームに献呈
- HIKA（悲歌）～イン･メモリアム・トオル・タケミツ - 福田進一に献呈
- ハープと影～武満徹への讃歌 - 福田進一に献呈